# Associação Académica da Praia

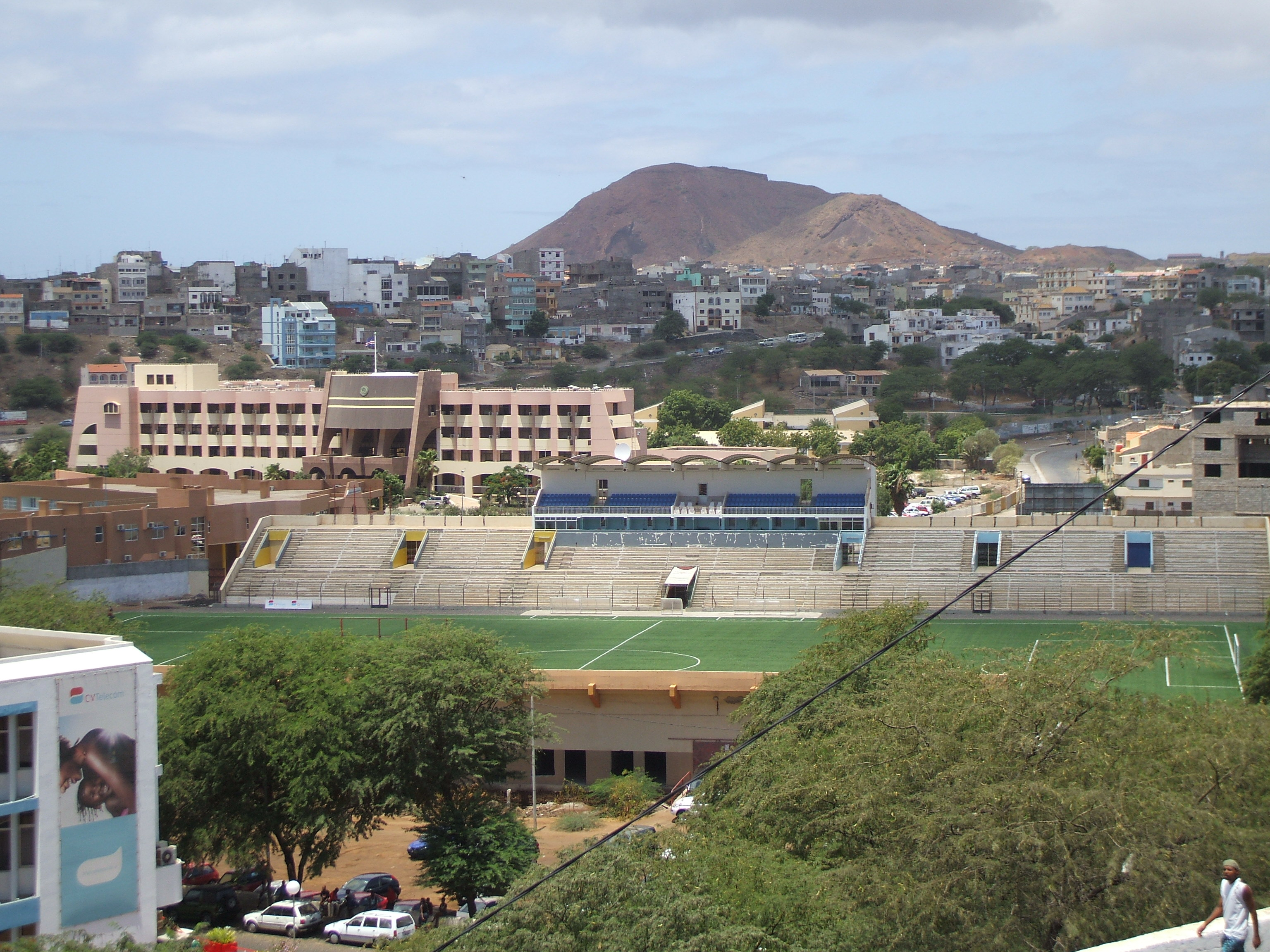
Estádio da Várzea.

L'Associação Académica da Praia és un club de futbol capverdià de la ciutat de Praia a l'illa de Santiago. Va ser fundat el 15 de desembre de 1962.

## Palmarès
- Lliga capverdiana de futbol[3]
  - Abans de la independència: 1965
- Taça de Cap Verd[4]
  - 2007
- Lliga de Santiago de futbol (Sud)[5]
  - 1988/89, 2003/04, 2008/09

## Jogadors destacats
- Caló, 1996
- Adilson Gerson Araújo

## Entrenadors destacats
- Celestino Mascarenhas